# Eublemma vestina
Eublemma vestina is een vlinder van de familie van de spinneruilen (Erebidae). De wetenschappelijke naam van deze soort is voor het eerst voorgesteld door Charles Swinhoe in een publicatie uit 1904.
De soort komt voor in Maleisië (Labuan).